# Arclight
Philippa Sontag, alias Arclight est une super-vilaine évoluant dans l'univers Marvel de la maison d'édition Marvel Comics. Créé par le scénariste Chris Claremont et le dessinateur John Romita Jr., le personnage de fiction apparaît pour la première fois dans le comic book Uncanny X-Men #210 en octobre 1986. 
C'est une ennemie des X-Men, notamment dans l’équipe des Maraudeurs.

## Biographie du personnage

### Origines
Philippa Sontag était autrefois une militaire, engagée au sein d’une force américaine de maintien de la paix dans une région située au sud-est asiatique. Mais, du fait des expériences traumatisantes qu’elle vécut là-bas, elle en garda un souvenir amer, même si on ne sait rien précisément de ce qui lui est arrivé.
Afin de recouvrer son équilibre mental, Sontag utilisa sa colère pour se lancer dans une pratique intensive en musculation, développant alors ses capacités mutantes. Elle est ensuite recrutée dans des circonstances mystérieuses au sein des Maraudeurs, une équipe de d'assassins mutants réunie par Gambit pour le compte de l’énigmatique Mister Sinistre.

### Parcours
Arclight commence ses activités criminelles avec les Maraudeurs durant l'histoire Mutant Massacre (en), une mission donnée par Mister Sinistre visant à supprimer les Morlocks de New York, une communauté vivant cachée dans les égouts de Manhattan. Sous les ordres de Long Couteau, son groupe tue plusieurs Morlocks avant d'affronter les X-Men et le dieu Thor.
Par la suite, à la demande de Superia, Sontag intègre les Fémizones (Femizons).
Après le M-Day, elle rejoint Long Couteau. Les deux font partie des 198, des mutants qui ont conservés leurs pouvoirs. Le duo rejoint une nouvelle équipe de Maraudeurs qui cherche à capturer Hope Summers. Ils affrontent de nouveau les X-Men.

## Pouvoirs, capacités et équipement
Arclight est une mutante dotée de capacités physiques surhumaines.
En complément de ses pouvoirs, Philippa Sontag reçu une formation militaire en survie dans la jungle, au combat au corps à corps et à diverses armes à feu et explosifs.
- Arclight peut soulever (ou exercer une pression équivalente à) environ 50 tonnes dans des conditions optimales. Elle dispose également d’une endurance et d’une résistance aux blessures physiques surhumaines[1].
- Elle est capable de concentrer une énergie sismique au niveau de ses mains, ce qui lui permet de briser des objets, créer de puissantes ondes de chocs ou de provoquer des tremblements de terre[1].

Elle porte habituellement une combinaison métallique argentée.
Arclight est morte à plusieurs reprises au cours de ses combats, mais a été ressuscité par les techniques de clonage de Mister Sinistre. Ce processus semble impliquer un transfert complet de sa personnalité et ses souvenirs, conservant effectivement Arclight comme la même personne, mais maintenant avec une programmation qui l'empêche de trahir Mister Sinistre. 
Le nom d’Arclight est inspiré des bombardements effectués par les avions B-52 au cours de la Guerre du Viêt Nam, qui furent baptisés « Operation Arc Light (en) ».

## Apparitions dans d'autres médias

### Cinéma
Le personnage d'Arclight apparaît dans le film X-Men : L'Affrontement final (2006), interprétée par l'actrice dominicaine Omahyra Mota,. On la voit notamment détruire les armes en plastique des soldats grâce à ses pouvoirs.

### Télévision
Dans Wolverine et les X-Men, le personnage apparaît avec des différences importantes. Membres des Maraudeurs; il ne s'agit pas d'une femme mais d'un homme.